# Porrhomma lativelum
Porrhomma lativelum är en spindelart som beskrevs av Tretzel 1956. Porrhomma lativelum ingår i släktet Porrhomma och familjen täckvävarspindlar. Inga underarter finns listade i Catalogue of Life.